# Chromatofor bakterii
Chromatofory bakterii – w zależności od ujęcia, błoniaste struktury występujące u bakterii fotosyntetyzujących o kształcie pęcherzyków lub warstwowo ułożonych błon, albo jedynie pęcherzykowate tylakoidy występujące u bakterii purpurowych. Struktury spełniają funkcję aparatu fotosyntetycznego. Powstają przez wpuklenie błony komórkowej i mają zbliżony do niej skład. 
U bakterii purpurowych chromatofory są prymitywnymi organellami (pseudoorganellami), inwaginacją błony cytoplazmatycznej, w której obrębie zlokalizowane są wszystkie elementy niezbędne do przeprowadzania fotosyntezy. Struktura taka u Rhodobacter (Rba.) sphaeroides zawiera 10 dimerycznych superkompleksów składających się z centrum reakcji (RC) oraz kompleksu zbierającego światło I (LH I), 100 kompleksów zbierających światło II (LH II), 5 kompleksów cytochromowych bc1 i 1-4 syntaz ATP.